# Virginie Barbet
Pour les articles homonymes, voir Barbet.
Virginie Barbet (née Magdeleine Barbet le 20 février 1824 à Saint-Denis-lès-Bourg et morte en Algérie le 8 septembre 1883) est une militante anarchiste, écrivaine et féministe à Lyon dans les années 1860 et 1870. Membre de l'Association Internationale des Travailleurs (AIT) et de l’Alliance internationale de la démocratie socialiste, elle soutient le droit des femmes au sein de l'alliance sociale démocrate. Elle s'exile en 1871 à Genève. 

## Biographie
En 1844, elle épouse Philibert Nesme à Bourg-en-Bresse. Le couple se sépare trois ans plus tard. Dès juillet 1868, on trouve la trace du personnage politique de Virginie Barbet qui fait partie des signataires d’un manifeste de soutien à la Société parisienne pour la Revendication du Droit des Femmes (rédigé par André Léo à Paris -Victoir Béra de son nom de naissance). Elle signe avec d'autres femmes comme Mmes Richard, Palix et Blanc dont les époux, respectivement Albert, Louis et Gaspard, sont tous membres de l'Internationale. Virginie Barbet écrira: « Pénétrées de cette vérité que l’ordre ne sera établi dans la société que le jour où la femme y sera ce que l’a faite la nature, c’est-à-dire égale à l’homme, nous nous unissons aux dames de Paris dans leur courageuse entreprise pour la revendication des droits religieux, moraux, sociaux et politiques de la femme ». À cette époque, elle est tenancière d'un cabaret - commerce de vin ou restaurant - à Lyon, situé au 123 rue Moncey.

### L'internationale
Virginie Barbet est trésorière de la Commission d'initiative de la délégation lyonnaise et participe au IIIe congrès de l’AIT qui se tient du 3 au 13 septembre 1868 à Bruxelles, réunissant des délégués venus de Belgique, de France, du Royaume-Uni, d’Allemagne, d’Italie, de Suisse, d’Espagne. Plus tard, en octobre 1868, lors du Congrès de la Ligue de la Paix et de la Liberté qui se tient à Berne, Virginie Barbet prend la parole au nom des femmes de la sociale-démocratie lyonnaise. Ce congrès lui permet de rencontrer le révolutionnaire russe Mickhaïl Bakounine et ses collègues politiques. Ce congrès marque la scission du mouvement entre « marxistes » et « anarchistes » de tendance bakouniniste. Lorsqu'ils quittent la Ligue de la Paix - dominée par la bourgeoisie peu après le Congrès - parce qu'ils ne pouvaient pas faire valoir leurs revendications socialistes, ils fondent l’Alliance internationale de démocratie socialiste que Virginie Barbet rejoint en fondant une section de l'Alliance à Lyon en juin 1869.  L'Alliance rejoint ensuite l'Internationale.
En avril 1869, elle est signataire avec onze délégués de la section lyonnaise de l’AIT d’une adresse de solidarité aux membres du Conseil général des sections belges de l’Internationale, lors de la grève des ouvriers puddleurs et chauffeurs de la fabrique de fer de la Société Cockerill à Seraing en Belgique, grève qui dégénéra en émeute à la suite de l’intervention de la troupe. Virginie Barbet écrit dans le journal la Solidarité et est une des correspondantes les plus importantes du journal de l'Alliance Égalité que Bakounine publie à Genève. Elle y rapporte la grande grève des ouvriers de la soie lyonnaise à l'été 1869. En avril 1870, Virginie Barbet signe un appel demandant aux femmes du Creusot de soutenir la grève des métallurgistes. Signèrent avec Virginie Barbet plusieurs femmes activistes dont Marie Guillot pionnière syndicaliste et militante féministe. Plus tard on retrouve le nom d’une "femme Barbet" qui apparaît parmi les condamnés par contumace  de la Commune du Creusot. Un document des Archives de la PPo lui donne même le prénom de Luadaine, probablement une mauvaise interprétation graphique de Madeleine. En revanche, les Archives fédérales suisses gardent la trace d’une Magdeleine Nesme, née Barbet. Ses œuvres sont toutefois toujours signées de son prénom Virginie.

### Écrivaine
Au cours de ces années, Virginie Barbet écrit plusieurs brochures sur l'Internationale, l'athéisme et des sujets similaires, mais écrit aussi de nombreux articles sur la théorie du mouvement ouvrier et du féminisme.
Virginie Barbet a développé des stratégies de résistance passive pour le mouvement ouvrier, préconisant l'action non-violente - appelant les femmes en situation de grève à se mettre entre les hommes en grève et les militaires en marche ou à protester devant les prisons pour les détenus. Dans l'Internationale, Virginie Barbet est remarquée par son action en faveur de l'abolition du droit successoral, qui était un point central du litige entre Bakounine et Karl Marx. Virginie Barbet indique que l'abolition du droit successoral n'était pas seulement une mesure de politique économique, mais qu'elle avait aussi un aspect culturel, car les femmes étaient particulièrement désavantagées par le droit successoral ; parce qu'elles héritent moins souvent que les hommes et que le droit successoral est à l'origine de nombreuses lois au détriment des femmes, comme l'interdiction des rapports sexuels hétérosexuels extraconjugaux pour les femmes afin d'assurer la succession à l'héritage.
Le texte reconnu comme le plus élaboré est la brochure Réponse d’un membre de l’Internationale à Mazzini qui parut peu après la fin de la Commune de Paris. Dans cette brochure de propagande elle y expose sa doctrine politique en opposition aux conceptions mazziniennes. Anarchiste, Virginie Barbet soutient que l’égalité ne saurait être réalisée sans l’abolition de l’héritage ainsi que de la propriété illégitime, ne résultant pas du travail individuel et que le sol, tout comme les matières premières, doivent relever de la propriété collective. On peut noter que le titre de son écrit est presque identique à l’article contemporain de Bakounine. 

### L'exil à Genève
Après la suppression de la Commune de Paris en mai 1871, Virginie Barbet doit s'exiler. Comme d'autres proscrits lyonnais ou parisiens dont André Léo elle rejoint l'opposition anarchiste à Genève. En 1873, on retrouve son nom parmi les membres de la Section de propagande et d’action révolutionnaire socialiste. En 1877, elle est kiosquière et reçoit les numéros du Bulletin de la Fédération jurassienne qu'elle vend dans son kiosque, place Chevelu. C’est aussi à Genève qu’elle publia sa brochure Religions et libre-pensée, en 1881. Lors de la commémoration de la Commune de Paris le 18 mars 1881, qui réclama la mort pour le tsar Alexandre II (Le Révolté, 2 avril 1881), Virginie Barbet se serait fait « remarquer par ses discours empreints d’exaltation mais paraissant peu dangereux » ; la police interroge une certaine Madeleine Barbet, résidente de Genève depuis 1873 : « J’ai parlé de la question sociale et j’ai fait ressortir les vices de la société dirigeante » déclara-t-elle. Réfugiée politique, on peut penser qu'il s'agit de Virginie Barbet.
Elle meurt en Algérie à Mustapha, aujourd'hui Sidi M'Hamed, le 8 septembre 1883, âgée de 59 ans.

## Hommage et postérité
En 2019, l'association Escouade fait poser des plaques de rue temporaires à Genève en hommage aux femmes célèbres genevoises. La rue de la Cité est renommée temporairement rue Virginie Barbet dans le cadre de l'initiative 100Elles,.

## Sources
- IISG Amsterdam, archives de la Fédération jurassienne
- Archives PPo., B a/440.
- Arch. féd. suisses AFS, E21 13905, et Flüchtlinge. Carton 53.
- Claire Auzias et Annik Houel, La greve des Ovalistes : Lyon, juin - juillet 1869, Paris, Payot, coll. « Regard de l'histoire », 1982, 182 p. (ISBN 978-2-228-27400-5, OCLC 299375606)
- Antje Schrupp (de), Nicht Marxistin und auch nich Anarchistin : Frauen in der Ersten Internationale, Königstein 1999.
- Antje Schrupp, Virginie Barbet : une lyonnaise dans l'internationale, Lyon, Atelier de création libertaire, coll. « Collection Commune mémoire », 2009, 118 p. (ISBN 978-2-351-04032-4, OCLC 946647882, présentation en ligne).
- Arthur Lehning, Archives Bakounine, I/2
- Johann Langhard, Die anarchistische Bewegung in der Schweiz, Berlin 1903
- Notes de Claire Auzias